# Kulturhistorische Reihe (Koehler & Amelang)
Kulturhistorische Reihe beziehungsweise Kulturgeschichtliche Reihe oder Kulturwissenschaftliche Reihe war eine populärwissenschaftliche Buchreihe, die von 1961 bis 1991 im Leipziger Verlag Koehler & Amelang erschien.